# 1В13
Машина 1В13 (по классификации НАТО ACRV M1974/1) — советская и российская машина старшего офицера батареи для управления огневыми взводами. Входит в состав комплекса средств автоматизации управления огнём (КСАУО) самоходной артиллерии 1В12 «Машина-С».

## Описание конструкции
Машина 1В13 комплекса 1В12 создана на базе шасси МТ-ЛБу. Размещается на опорном пункте батареи на месте, обеспечивающем удобное управление, для управления огневыми взводами. Решает задачи определения координат огневой позиции, ориентирует орудия в основном направлении, принимает данные для стрельбы на САУ от командно-штабной машины дивизиона 1В16 и осуществляет контроль установок прицельных приспособлений по радио- или проводным каналам связи. Также машина 1В13 поддерживает связь с командирами орудий, командиром дивизиона, начальником штаба дивизиона и командиром батареи.
В машине имеется 3 запасных места. В состав экипажа машины входят 6 человек:
1. Механик-водитель;
2. оператор - топогеодезист;
3. радиотелефонист;
4. Старший радиотелефонист;
5. Командир отделения - вычислитель ;
6. Старший офицер батареи.

### Броневой корпус и башня
Корпус машины цельносварной и полностью герметичен, выполнен из броневой стали. Защищает аппаратуру и экипаж от воздействия радиоактивной пыли, пуль и осколков. В правой и левой плоскостях корпуса находится аппаратное отделение, в котором установлены два топливных бака. В средней части корпуса установлен двигатель. От аппаратного отделения двигатель отгорожен звуко- и теплоизоляционными перегородками.
Отделение управления имеет два ряда сидений. Первый ряд сидений размещает механика-водителя, командира отделения и радиотелефониста. Втором ряду места запасные, на них может быть размещён десант. В аппаратном отделении размещаются три сидения для старшего офицера батареи, старшего радиотелефониста и оператора-вычислителя, сиденье старшего офицера батареи имеет возможность поворота на 180°.
Перед рабочим местом старшего радиотелефониста расположен столик в неподвижной части которого закреплён полевой телефонный коммутатор П-193М. Над столиком имеется приёмопередатчик радиостанции Р-123М.

### Двигатель и трансмиссия
В состав силовой установки входят двигатель и системы его обслуживания. Трансмиссия состоит из бортовых передач, главной передачи, главного фрикциона и промежуточного редуктора.

### Ходовая часть
В состав ходовой части машины входят два направляющих колеса, 14 опорных катков, четыре гидроамортизатора и натяжные устройства с двумя гусеничными лентами.

## Производство
СССР
- Серийное производство — Пермский машиностроительный завод (ПМЗ)[4]

 Армения
- Работы по модернизации — Ереванский НИИ математических машин (ЕрНИИММ)[5]

## Модификации
- 1В13 — машина старшего офицера батареи КСАУО 1В12
- 1В13-1 — машина старшего офицера батареи КСАУО 1В12-1
- 1В13-3 — машина старшего офицера батареи КСАУО 1В12-3, 1В12-4
- 1В13М — машина старшего офицера батареи КСАУО 1В12М
- 1В13М-1 — машина старшего офицера батареи КСАУО 1В12М-1
- 1В13М-3 — машина старшего офицера батареи КСАУО 1В12М-3
- MT-LBu-TP — финская модификация машины старшего офицера батареи 1В13

## Служба и боевое применение
1. Вторая чеченская война — использовались Российскими войсками[6]